# Monoblastus specularis
Monoblastus specularis är en stekelart som beskrevs av Henry Keith Townes, Jr. 1992. Monoblastus specularis ingår i släktet Monoblastus och familjen brokparasitsteklar. Inga underarter finns listade i Catalogue of Life.